# United States District Court for the District of Columbia

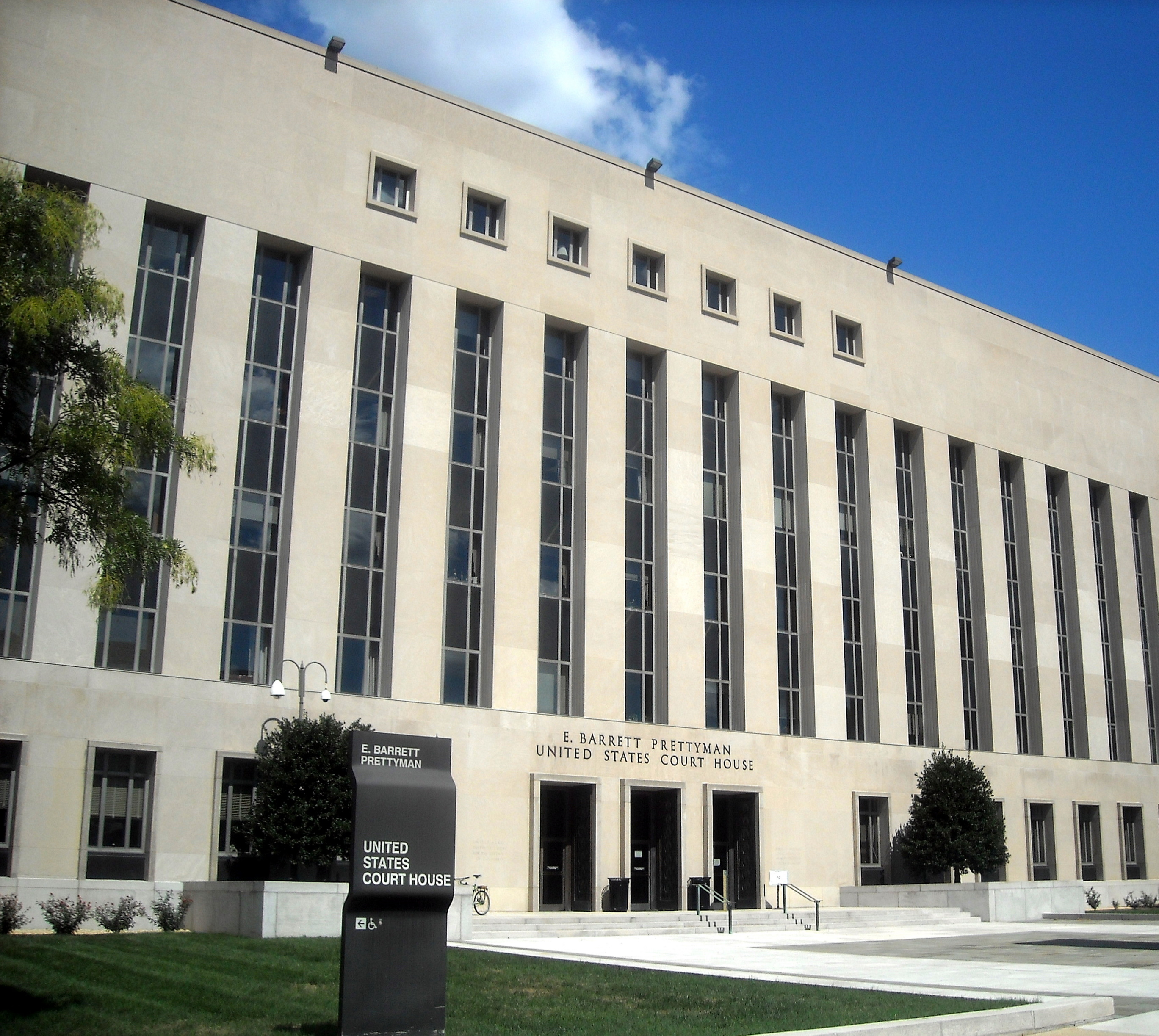
E. Barrett Prettyman Federal Courthouse

Das United States District Court for the District of Columbia ist ein Bundesgericht der Vereinigten Staaten von Amerika. Es ist eines der Bezirksgerichte mit allgemeiner Gerichtsbarkeit in erster Instanz. Das Gericht hört sowohl Zivil- als auch Strafsachen und kann nach amerikanischem Bundesrecht entsprechend dem Common Law und der Billigkeit (Equity) Entscheidungen treffen. Obwohl der Gerichtsbezirk der Kleinste in den Vereinigten Staaten ist – sein Gebiet erstreckt sich nur auf das Bundesgebiet Washington, D.C. –, ist es das größte Bezirksgericht der Vereinigten Staaten, da das Gericht für Klagen gegen die Bundesregierung zuständig ist. Das Gericht wurde 1863 vom US-Kongress als 'Supreme Court of the District of Columbia' geschaffen. 1936 wurde es vom Kongress in 'District Court for the District of Columbia'. 1948 erhielt es seinen heutigen Namen. Das Gericht hat seinen Sitz im E. Barrett Prettyman Federal Courthouse in Washington D.C.

## Richter
Das Gericht besteht aus 15 Richtern. Die Richter führen die Amtsbezeichnung United States District Judge, auf Deutsch 'Bezirksrichter'. Andere Bundesrichter, auch Berufungsrichter und die Richter des Obersten Gerichtshofs, können auf Anweisung des entsprechenden Chefrichters als Bezirksrichter auf Zeit dienen. Da der Präsident der Vereinigten Staaten alle Bundesrichter nur mit Zustimmung des Senats ernennt, ergibt sich oft, dass die Kandidaten derselben Partei wie der Präsident angehören oder zumindest fundamentale politische Ansichten teilen.
Gemäß dem dritten Verfassungsartikel sind alle Richter auf Lebenszeit ernannt und können nur abgesetzt werden, wenn sie den Standard des „guten Verhaltens“ (good behavior) verletzen. Dazu muss die Methode des Impeachments benutzt werden, also einer Anklage durch das Repräsentantenhaus und einer Amtsenthebung durch Zweidrittelmehrheit im Senat. Andernfalls hat ein Richter das Recht, das Amt bis zu seinem Tode oder Rücktritt auszuführen, selbst wenn er zum Beispiel in einem Strafverfahren von einer Jury schuldig gesprochen wird. In der Geschichte der Vereinigten Staaten gab es nur zwölf Richter, die vom Repräsentantenhaus angeklagt wurden und nur sieben wurden vom Senat des Amtes enthoben.
Richter, die das 65. Lebensjahr erreichen oder eine Behinderung erleiden, können freiwillig in den Ruhestand gehen oder den „senior status“ annehmen und weiterarbeiten. Solche „senior“-Richter werden nicht mehr in der gesamten Anzahl der Richter am Bezirksgericht gezählt und verrichten nur Aufgaben, die an sie vom örtlichen Obersten Richter übertragen werden. Allerdings behalten sie ihr Büro (chambers) und ihr Personal, und viele arbeiten weiterhin als Vollzeitkräfte. Bundesrichter werden schriftlich als The Honorable <Vorname Name> (etwa Der/Die Ehrenwerte <Vorname Name>) oder Hon. <Vorname Name>, wörtlich als Richter oder Richter <Nachname> und im Gerichtssaal mit Your Honor angesprochen.

### Derzeitige Richter
(Stand August 2023)
- James E. Boasberg (Chief Judge)
- Beryl A. Howell
- Rudolph Contreras
- Christopher R. Cooper
- Tanya S. Chutkan
- Randolph D. Moss
- Amit P. Mehta
- Timothy J. Kelly
- Trevor N. McFadden
- Dabney L. Friedrich
- Carl J. Nichols
- Jia M. Cobb
- Ana C. Reyes

### Bekannte ehemalige Richter
- Arthur MacArthur
- Thomas Jennings Bailey
- Walter Maximilian Bastian
- David Kellogg Cartter
- Harry M. Clabaugh
- James Harry Covington
- Edward C. Eicher
- George P. Fisher
- Thomas Alan Goldsborough
- Royce C. Lamberth (Senior Status)
- F. Dickinson Letts
- Oscar R. Luhring
- Louis E. McComas
- Walter I. McCoy
- Charles F. McLaughlin
- William Matthew Merrick
- Abram B. Olin
- Jeter Connelly Pritchard
- John Sirica
- Luther Youngdahl

## Zuständigkeit
Das Gericht ist primär für Streitigkeiten zuständig, bei denen die Bundesregierung als Kläger oder Beklagter auftritt. Dabei ist die Bundesfrage wichtig, das heißt die Zuständigkeit ergibt sich direkt aus Bundesrecht (entweder der Verfassung selbst oder einem Bundesgesetz). Um eine Klage einzuleiten, muss es einen gewichtigen Grund geben, warum das Gericht statt des Gerichts des zuständigen Bundesstaates den Fall verhandeln sollte. Ein gängiges Beispiel sind Klagen von Indianerreservaten, da diese nicht Bestandteil eines Bundesstaates sind. Auch Klagen von Angehörigen der Streitkräfte werden oft an diesem Gericht eingereicht. Auch werden Fälle behandelt, bei denen der Kläger oder der Beklagte seinen Wohnsitz außerhalb von Washington D.C., der Gegner aber in Washington D.C. seinen Wohnsitz hat und der Streitwert mindestens 75.000 US-Dollar beträgt. Zuständig ist das Gericht auch, wenn Kläger und Beklagter in Washington D.C. leben, da Washington D.C. kein Bundesstaat ist. Ein bekannter Fall ist die Milliarden-Klage der Indianer Nordamerikas gegen das Innenministerium, Cobell v. Salazar.